# I'm Your Boy
I'm Your Boy é o terceiro álbum de estúdio em japonês — sexto no total — do boy group sul-coreano SHINee, foi lançado em 24 de setembro de 2014 no Japão sob o selo da EMI Records. O álbum conta com três singles lançados anteriormente, "Boys Meet U", "3 2 1" e "Lucky Star". O álbum vendeu 45 mil cópias com sucesso durante a primeira semana de seu lançamento, sendo primeira vez que Shinee atingiu a posição No.1 no gráfico semanal desde sua estréia no japão em junho de 2011. Além disso, "I'm Your Boy" é o primeiro álbum de um grupo masculino coreano a ocupar a primeira posição na Oricon Weekly Chart depois de "Tree" do TVXQ, que liderou as paradas em março de 2014.

## Antecedentes e lançamento
O álbum foi lançado em três versões, uma edição limitada contendo um DVD, uma livreto de fotos de 48 páginas e um photocard. O DVD inclui o MV de "Boys Meet U", "3 2 1" e "Lucky Star", mais o "Boys Meet U Special Showcase Live Movie". A edição limitada B contém um DVD, um livro de fotos de 48 páginas e um photocard. O DVD inclui o MV de "Boys Meet U", "3 2 1" e "Lucky Star", mais o esboço de tiro jaqueta e entrevista especial de "I'm Your Boy" e a edição regular contém um livro de 28 páginas de fotos e um photocard.
Em 5 de setembro de 2014, um teaser para o vídeo musical de "Downtown Baby" foi lançado pela Mezamashi TV, bem como alguns por trás dos das cenas do clipe. Mais tarde, um teaser oficial foi enviado pela Universal Music Japan em seu canal no YouTube.

## Promoção
Shinee performou "Downtown Baby" pela primeira vez no Tokyo Girls Collection realizado no Saitama Super Arena em 6 de setembro de 2014. Eles também tocaram sua canção de estréia, "Replay -Kimi wa Boku no Everything-" e "Everybody". Em 24 de setembro de 2014 o grupo realizou um showcase em Shinjuku Tower Records para mais de 2.500 fãs para promover seu álbum.

### Terceira turnê japonesa
Shinee iniciou uma turnê de 30 shows em 19 locais em todo o Japão, essa turnê será dividida em duas partes de acordo com o local, Hall Tour e Arena Tour a partir de 28 de setembro de 2014 e terminará em 14 de dezembro de 2014.

## Lista de faixas
| N.º            | Título                           | Letras                                                          | Música                                                                                         | Duração |  |
| 1.             | "Downtown Baby"                  | Junji Ishiwatari                                                | Steve Lee, Drew Ryan Scott, Andreas Oberg                                                      | 3:55    |  |
| 2.             | "Lucky Star"                     | Sara Sakurai                                                    | Albi Albertsson, Stephan Elfgren, Steven Lee                                                   | 3:23    |  |
| 3.             | "Everybody" (Versão em japonês)  | Sara Sakurai                                                    | Thomas Troelsen, Coach & Sendo, Yoo Young Jin                                                  | 4:09    |  |
| 4.             | "Picasso"                        | Sara Sakurai                                                    | Andreas Stone Johannson, Denniz Jamm, Matt Wong, Steven Lee                                    | 3:51    |  |
| 5.             | "3 2 1"                          | Natsumi Kobayashi                                               | Damon Sharpe, Eric Sanicola, Kendall Schmidt, Carlos Pena, James Maslow                        | 3:33    |  |
| 6.             | "365"                            | AKIRA                                                           | Jimmy Burney, Andreas Öberg, Eirik Johansen (Mental Audio), Jan Hallvard Larsen (Mental Audio) | 3:11    |  |
| 7.             | "Sunny Day Hero"                 | Tom Hugo Hermansen, Kim Bergseth, Hidenori Tanaka, agehasprings | Kim Bergseth                                                                                   | 3:22    |  |
| 8.             | "Perfect 10"                     | S-KEY-A                                                         |                                                                                                | 2:44    |  |
| 9.             | "Bounce"                         | Amon Hayashi for Digz, Inc Grup                                 | Erik Lidbom                                                                                    | 3:24    |  |
| 10.            | "Dream Girl" (Versão em japonês) | Hidenori Tanaka, agehasprings                                   | Hyuk Shin, DK, Jordan Kyle, Ross Lara, Dave Cook                                               | 3:01    |  |
| 11.            | "Colors of the Season"           | Sara Sakurai                                                    | Andreas Stone Johansson, Caroline Gustavsson                                                   | 4:29    |  |
| 12.            | "Boys Meet U"                    | Lindy Robbins, Ian Kirkpatrick, Matt Squire, Sara Sakurai       | Matt Squire, Ian Kirkpatrick                                                                   | 2:47    |  |
| Duração total: | Duração total:                   | Duração total:                                                  | Duração total:                                                                                 | 41:55   |  |

## Desempenho nas paradas

### Oricon
| Oricon Chart         | Posição | Vendas de estreia                | Total de vendas | Certificação |
| -------------------- | ------- | -------------------------------- | --------------- | ------------ |
| Daily Albums Chart   | 1       | 11,506 (Diário) 45,053 (Semanal) | 45,812+         | —            |
| Weekly Albums Chart  | 1       | 11,506 (Diário) 45,053 (Semanal) | 45,812+         | —            |
| Monthly Albums Chart | —       | 11,506 (Diário) 45,053 (Semanal) | 45,812+         | —            |
| Yearly Albums Chart  | —       | 11,506 (Diário) 45,053 (Semanal) | 45,812+         | —            |